# Horace Darwin
Sir Horace Darwin (Downe, 13 maggio 1851 – Cambridge, 22 settembre 1928) è stato un ingegnere inglese. Figlio di Emma e Charles Darwin.

## Biografia
Ingegnere civile e fondatore della Cambridge Scientific Instrument Company (1885), divenne nel 1903 membro della Royal Society e Cavaliere Commendatore dell'Ordine dell'Impero Britannico nel 1918.
La Cambridge Scientific Instrument Company produsse un modello del Galvanometro a corda progettato da Willem Einthoven nei primi anni del 1900
Horace Darwin collaborò agli esperimenti del fratello George Darwin sull'astrofisica.
Morì all'età di 77 anni nel settembre 1928.